# Ruthven (Iowa)
Ruthven ist eine Kleinstadt (mit dem Status „City“) im Palo Alto County im US-amerikanischen Bundesstaat Iowa. Das U.S. Census Bureau hat bei der Volkszählung 2020 eine Einwohnerzahl von 725 ermittelt.

## Geografie
Ruthven liegt im Norden Iowas zwischen dem Little Sioux River (15 km westlich), einem Nebenfluss des Missouri und dem West Fork Des Moines River (16 km östlich), der über den Des Moines River zum Stromgebiet des Mississippi gehört. Etwa 3 km nördlich von Ruthven liegt der Lost Island Lake.
Die am Missouri gelegenen Schnittpunkte der Bundesstaaten Iowa, South Dakota und Minnesota sowie der Staaten Iowa, South Dakota und Nebraska liegen 176 km westnordwestlich sowie 178 km südwestlich von Ruthven.
Die geografischen Koordinaten von Ruthven sind 43° 07′ 45″ nördlicher Breite und 94° 53′ 57″ westlicher Länge. Die Stadt erstreckt sich über eine Fläche von 1,09 km² und ist die größte Ortschaft innerhalb der Highland Township.
Nachbarorte von Ruthven sind Graettinger (23,9 km nordöstlich), Emmetsburg (19,3 km östlich), Ayrshire (15,5 km südöstlich), Gillett Grove (23,7 km südwestlich), Dickens (11 km westlich) und Spencer (22,4 km in der gleichen Richtung).
Die nächstgelegenen größeren Städte sind die Twin Cities in Minnesota (Minneapolis und Saint Paul) (310 km nordöstlich), Rochester in Minnesota (296 km ostnordöstlich), Cedar Rapids (376 km ostsüdöstlich), Iowas Hauptstadt Des Moines (291 km südöstlich), Kansas City in Missouri (507 km südlich), Nebraskas größte Stadt Omaha (268 km südsüdwestlich), Sioux City (162 km südwestlich) und South Dakotas größte Stadt Sioux Falls (180 km westnordwestlich).

## Verkehr
Der U.S. Highway 18 führt in West-Ost-Richtung entlang der südlichen Stadtgrenze von Ruthven. Alle weiteren Straßen sind untergeordnete Landstraßen, teils unbefestigte Fahrwege sowie innerörtliche Verbindungsstraßen.
Durch Ruthven verläuft in West-Ost-Richtung eine Bahnlinie der Union Pacific Railroad, die für den Güterverkehr genutzt werden.
Mit dem Emmetsburg Municipal Airport befindet sich 20 km östlich ein kleiner Flugplatz für die Allgemeine Luftfahrt. Die nächsten Verkehrsflughäfen sind der Des Moines International Airport (279 km südöstlich), das Eppley Airfield in Omaha (271 km südsüdwestlich), der Sioux Gateway Airport in Sioux City (186 km südwestlich) und der Sioux Falls Regional Airport (210 km westnordwestlich).

## Bevölkerung
Nach der Volkszählung im Jahr 2010 lebten in Ruthven 737 Menschen in 320 Haushalten. Die Bevölkerungsdichte betrug 673,4 Einwohner pro Quadratkilometer. In den 320 Haushalten lebten statistisch je 2,21 Personen.
Ethnisch betrachtet bestand die Bevölkerung zu 99,1 Prozent aus Weißen. Unabhängig von der ethnischen Zugehörigkeit waren 0,8 Prozent der Bevölkerung spanischer oder lateinamerikanischer Abstammung.
22,3 Prozent der Bevölkerung waren unter 18 Jahre alt, 51,5 Prozent waren zwischen 18 und 64 und 26,2 Prozent waren 65 Jahre oder älter. 52,6 Prozent der Bevölkerung waren weiblich.
Das mittlere jährliche Einkommen eines Haushalts lag im Jahr 2015 bei 39.375 USD. Das Pro-Kopf-Einkommen betrug 19.720 USD. 21,6 Prozent der Einwohner lebten unterhalb der Armutsgrenze.